# Oceano (California)
Oceano es un lugar designado por el censo (en inglés, census-designated place, CDP) ubicado en el condado de San Luis Obispo, California, Estados Unidos. Según el censo de 2020, tiene una población de 7183 habitantes.

## Geografía
La localidad está ubicada en las coordenadas 35°6′6″N 120°36′30″O / 35.10167, -120.60833 (35.101608, -120.608217). Según la Oficina del Censo, tiene un área total de 4.02 km², de la cual 3.98 km² son tierra y 0.04 km² son agua.

## Demografía
Según el censo de 2000, los ingresos medios de los hogares de la localidad eran de $38,014 y los ingresos medios de las familias eran de $39,254. Los hombres tenían ingresos medios por $28,180 frente a los $21,310 que percibían las mujeres. Los ingresos per cápita para la localidad eran de $16,561. Alrededor del 16.3% de la población estaba por debajo del umbral de pobreza.
De acuerdo con la estimación 2016-2020 de la Oficina del Censo, los ingresos medios de los hogares de la localidad son de $66,261 y los ingresos medios de las familias son de $79,122. Los ingresos per cápita en los últimos doce meses, medidos en dólares de 2020, son de $30,622. Alrededor del 11.1% de la población está por debajo del umbral de pobreza.